# Das Singerlein
Das Singerlein. Die Geschichte einer jungen Seele ist ein Roman der österreichischen Schriftstellerin Dolores Viesèr. Er erschien erstmals 1928.
Das Singerlein ist das Erstlingswerk der Autorin, das diese in den Jahren 1922 bis 1926 geschrieben hat. Der Roman spielt zu Beginn des 18. Jahrhunderts in Kärnten, vor allem in Sankt Veit an der Glan, und schildert das Schicksal eines Waisenknaben, der noch in jungen Jahren stirbt. Das sehr einfühlsam in eine Kinderseele geschriebene Buch ist aus einem betont katholischen Standpunkt heraus geschrieben und wurde ein großer Erfolg, der der Autorin zu Bekanntheit verhalf. Neben ihrem späteren Roman über Hemma von Gurk blieb Das Singerlein eines der wichtigsten Bücher von Dolores Viesèr. Es ist sowohl historischer Roman als auch Entwicklungsroman. Die Sprache verwendet, vor allem in den Dialogen, Elemente der Kärntner Mundart.

## Handlung
Der Knabe Hansl zieht allein mit seinem Vater als Musikant und Geiger durch die Welt. Die Mutter hat Vater und Kind verlassen, um ein leichtfertiges Leben zu führen, was Hansl aber nicht weiß. Als der Vater verarmt auf der Durchreise in St. Veit stirbt, bleibt Hansl allein zurück. Er gerät in Kontakt mit einem Franziskaner namens Bernardin, der sich seiner annimmt und ihm einen Platz im Singerhaus verschafft, wo er als Chorknabe musikalisch ausgebildet wird und die Lateinschule besuchen darf. Seit dem Verlust von Heimat und Vater sehnt sich Hansl immer mehr nach Gott und den ewigen Dingen, die allein Bestand zu haben scheinen. Pater Bernardin wird zu seiner wichtigsten Bezugsperson, der den religiösen Sinn und die Reinheit und Aufrichtigkeit seiner Seele erkennt. Da er würdig und fähig zu sein scheint, fördert Bernardin als Seelenführer Hansls dessen Ambitionen, Ordenspriester zu werden. Unter den anderen Kindern im Singerhaus ist es vor allem Georg, der für Hansl wichtig wird und mit dem er Freundschaft schließt. Dieser Sohn von verarmten Adeligen gilt als sehr schwierig und ungezogen, wird aber unter dem Einfluss Hansls verständiger und disziplinierter.
Nach einem Jahr taucht aber plötzlich die Hofdame Heloise auf, die Hansl während einer Messe spielen gehört hat und an ihm Gefallen findet. Sie kommt aus Dresden und verkörpert mit ihrer leichtfertigen Lebensart und äußerlichen Schönheit die Reize der Welt, die Hansl bisher nicht empfunden hat. Heloise erscheint dem armen Buben wie ein Engel aus einer anderen Welt, dessen Zauber er zu erliegen droht. Ein italienischer Musiker, der in Heloise unsterblich verliebt ist, erkennt Hansls großes musikalisches Talent und will ihn mit sich nehmen. Hansl, der in Heloise verliebt ist, droht seinen geplanten Lebensweg zu verlassen und den Verlockungen der Welt zu erliegen, die im Buch durchwegs negativ gezeichnet sind. Im letzten Moment erkennt er aber, dass Heloise ihn angelogen hat und es nicht ernst mit ihm meint.
Veracini, der italienische Musiker, kann Heloise nicht für sich gewinnen und will daher durch die Beschwörung dämonischer Kräfte ihre Liebe erzwingen. Da Hansl dies weiß, versucht er verzweifelt dessen Seele zu retten und eilt ihm auf den nächtlichen Magdalensberg nach, um die Teufelsbeschwörung zu vereiteln. Dabei stürzt er in der Dunkelheit und innerlich aufgewühlt fällt er schwer. Da ein schweres Gewitter niedergeht liegt er lange völlig durchnässt da, ehe er entdeckt und gerettet wird. Hansl hat den Fuß gebrochen, sich aber auch eine heimtückische Lungenerkrankung zugezogen. Im letzten Teil des Romanes wird bald klar, dass Hansl sterben wird. Bis es aber so weit ist, muss er nach und nach von allem ihm Liebgewonnenen Abschied nehmen. Auch sein geliebter Pater Bernardin verlässt das Land um Missionar bei den Indianern zu werden. Am Ende gibt er auch seine Geige her, sein letzter Besitz, an dem er gehangen hat. Dann ist er von allem Irdischen befreit, ganz offen für Gott, der den fünfzehnjährigen Jungen schließlich in einer ergreifenden Szene selbst, in Gestalt des Jesuskindes mit der Gottesmutter Maria, holen kommt. Hansl, der in vielen Zügen wie ein Heiliger geschildert wird, stirbt in dem Bewusstsein, dass sein Freund Georg das verwirklichen wird, was Hansl geplant hatte, und Mönch und Priester wird.

## Ausgaben
- Das Singerlein. Kösel, München 1928
- Das Singerlein. Mayer & Comp., Wien 1948
- Das Singerlein. Carinthia, Klagenfurt 1981
- Das Singerlein. Carinthia, Klagenfurt 1999

## Slowenische Übersetzung
- Pevček. Zgodba mlade duše. Übersetzung: Janez Pucelj. Mohorjeva Založba, Klagenfurt 2001